# Berseba (cratera)
Berseba é uma cratera marciana. Tem como característica 37.5 quilômetros de diâmetro. Deve o seu nome a Berseba, uma localidade da Namíbia.